# Maršov (Zbilidy)
Maršov je základní sídelní jednotka, součást obce Zbilidy v okrese Jihlava v kraji Vysočina. Nachází se asi 14 km severozápadně od centra Jihlavy.
Maršov je roztroušen na pět částí, je zde registrováno pět čísel popisných: 18, 19, 20, 24 a 38. V blízkém okolí se rovněž nacházejí samoty U Šeredů a Pánkovsko. Protéká tudy bezejmenný potok, který se vlévá do Maršovského potoka, který protéká vodní nádrží Hubenov a vlévá se do řeky Jihlavy. Podle osady byl rovněž pojmenován Maršovský rybník. Nachází se zde dva malé rybníky. Osadou prochází silnice III/13114, která spojuje Zbilidy s Dušejovem. Jihozápadně od Maršova se nachází vrchol Boucko (661 m n. m.).